# 八条隆英
八条 隆英（はちじょう たかひで、元禄15年4月5日（1702年5月1日） - 宝暦6年10月10日（1756年11月2日））は、江戸時代中期の公卿。
櫛笥隆賀の子で、八条家の始祖。中御門天皇の叔父で、外祖父にあたる櫛笥隆賀と妻である六条局（隆英の生母）が天皇の養育にあたったことから、隆英本人も議奏などの要職を歴任している。

## 官歴
- 正徳5年（1715年）：従五位上、侍従
- 享保3年（1718年）：正五位下
- 享保5年（1720年）：左少将
- 享保6年（1721年）：従四位下
- 享保10年（1725年）：従四位上
- 享保11年（1726年）：右中将
- 享保14年（1729年）：正四位下
- 元文4年（1739年）：従三位、参議
- 寛保2年（1742年）：東照宮奉幣使
- 延享2年（1745年）：正三位
- 延享4年（1747年）：権中納言、踏歌外弁
- 宝暦2年（1754年）：従二位
- 宝暦6年（1758年）：正二位

## 系譜
- 父：櫛笥隆賀
- 母：西洞院時成の娘（六条局）
- 兄：櫛笥隆成
- 弟：櫛笥隆兼
- 子：八条隆輔
- 子：櫛笥隆周
- 子：櫛笥隆司
- 子：松前道広室 弁子